# 中平镇 (琼中县)
中平镇，是中华人民共和国海南省琼中黎族苗族自治县下辖的一个乡镇级行政单位。

## 行政区划
中平镇下辖以下地区：
新堂社区、思河村、南茂村、中平村、南坵村、黎明村和大坡村。